# أحمد العباس
أبو العباس أحمد بن محمد الشيخ الصغير السعدي الحسني هو آخر سلاطين الدولة السعدية، تولى السلطة في سنة 1654م بعد وفاة والده محمد الشيخ الصغير. قويت شوكة أخواله من حَيّ الشبانات، الذين يرجع أصلهم إلى عرب بني معقل، وَغلظ أَمرهم عَلَيْهِ فضايقوه وحاصروه بمراكش أشهرا، فأخذ برأي أمه فِي أَن يذهب إِلَيهم ويتقرب منهم ويزيل مَا فِي نفوسهم عليه فذهب إِلَيْهِم فقتلوه ودخلوا مراكش مُسْرِعين وَبَايَعُوا فِيهَا أميرهم كروم الحاج الشباني. اغتاله أخواله سنة 1659م. فاستمر استيلاء أخواله آل الشبانات على الأمر إلى غاية سنة 1668م حين دخلها مولاي الرشيد العلوي.
بضريح السعديين يوجد قبر كل من ابنته للارقية وزوجته السيدة بنت الحسين الجرجار.

## نسبه
أحمد العباس بن محمد الشيخ الصغير بن زيدان الناصر بن أحمد المنصور الذهبي بن محمد الشيخ بن محمد القائم بأمر الله بن محمد بن عبد الرحمن بن علي بن مخلوف بن زيدان بن أحمد بن بن محمد بن أبي القاسم بن محمد بن الحسن بن عبد الله بن محمد بن عرفة بن الحسن بن أبي بكر بن علي بن الحسن بن أحمد بن إسماعيل بن القاسم بن محمد النفس الزكية بن عبد الله الكامل بن الحسن المثنى بن الحسن بن علي بن أبي طالب بن عبدالمطلب بن هاشم.